# Menelaus

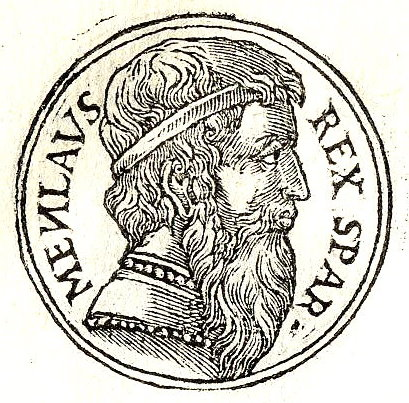
Menelaus

Trong thần thoại Hy Lạp, Menelaus (tiếng Hy Lạp cổ: Μενέλαος) là vị vua của thành Sparta trong thời kỳ Mycenae, chồng của Helen và là nhân vật trung tâm trong chiến tranh thành Troia. Ông là con trai của Atreus và Aerope, người anh em của vua Agamemnon của Mycenae và là thủ lĩnh của quân đội Hy Lạp trong cuộc chiến. Là một nhân vật nổi bật trong cả hai sử thi Iliad và Odyssey, Menelaus cũng rất nổi tiếng trong các bức họa trang trí trên các bình cổ và trong các vở bi kịch của Hy Lạp.